# 1. Fußball-Club Nürnberg Verein für Leibesübungen 1993-1994
Questa voce raccoglie le informazioni riguardanti il 1. Fußball-Club Nürnberg Verein für Leibesübungen nelle competizioni ufficiali della stagione 1993-1994.

## Stagione
Nella stagione 1993-1994 il Norimberga, allenato da Willi Entenmann, Dieter Renner e Rainer Zobel, concluse il campionato di Bundesliga al 16º posto e fu retrocesso in 2. Bundesliga. In Coppa di Germania il Norimberga fu eliminato al secondo turno dal Bayer Leverkusen.

## Rosa
| N. |                      | Ruolo | Calciatore        |
| -- | -------------------- | ----- | ----------------- |
| 3  | Germania (bandiera)  | D     | Thomas Brunner    |
| 7  | Germania (bandiera)  | C     | Michael Wiesinger |
|    | Germania (bandiera)  | P     | Andreas Köpke     |
|    | Germania (bandiera)  | P     | Kurt Kowarz       |
|    | Germania (bandiera)  | D     | Markus Brand      |
|    | Germania (bandiera)  | D     | Jörg Dittwar      |
|    | Germania (bandiera)  | D     | Kay Friedmann     |
|    | Rep. Ceca (bandiera) | D     | Luboš Kubík       |
|    | Germania (bandiera)  | D     | Marco Kurz        |
|    | Germania (bandiera)  | D     | Frank Marienfeld  |
|    | Germania (bandiera)  | D     | Frank Schmidt     |
|    | Germania (bandiera)  | D     | Uwe Wolf          |
|    | Germania (bandiera)  | D     | Rainer Zietsch    |
|    | Argentina (bandiera) | C     | Sergio Bustos     |

| N. |                      | Ruolo | Calciatore       |
| -- | -------------------- | ----- | ---------------- |
|    | Germania (bandiera)  | C     | Hans Dorfner     |
|    | Germania (bandiera)  | C     | André Golke      |
|    | Germania (bandiera)  | C     | Jürgen Kramny    |
|    | Germania (bandiera)  | C     | Thomas Kristl    |
|    | Germania (bandiera)  | C     | Sascha Licht     |
|    | Germania (bandiera)  | C     | Marc Oechler     |
|    | Germania (bandiera)  | C     | Manfred Schwabl  |
|    | Germania (bandiera)  | C     | Oliver Straube   |
|    | Svizzera (bandiera)  | C     | Alain Sutter     |
|    | Germania (bandiera)  | A     | Hans-Jörg Criens |
|    | Turchia (bandiera)   | A     | Mustafa Özkan    |
|    | Germania (bandiera)  | A     | Christian Wück   |
|    | Argentina (bandiera) | A     | Sergio Zárate    |

## Organigramma societario
Area tecnica
- Allenatore: Rainer Zobel
- Allenatore in seconda:
- Preparatore dei portieri:
- Preparatori atletici: Peter Kuhnt

## Calciomercato

### Sessione estiva
| Acquisti | Acquisti         | Acquisti            | Acquisti |
| R.       | Nome             | da                  | Modalità |
| -------- | ---------------- | ------------------- | -------- |
| A        | Hans-Jörg Criens | Borussia M'gladbach |          |
| D        | Luboš Kubík      | Metz                |          |
| C        | André Golke      | Stoccarda           |          |
| C        | Thomas Kristl    | Saarbrücken         |          |
| C        | Oliver Straube   | Ditzingen           |          |
| C        | Alain Sutter     | Grasshoppers        |          |
| A        | Sergio Zárate    | Ancona              |          |

| Cessioni | Cessioni             | Cessioni      | Cessioni |
| R.       | Nome                 | a             | Modalità |
| -------- | -------------------- | ------------- | -------- |
| A        | Dieter Eckstein      | Schalke 04    |          |
| C        | Markus Bäurle        | Reutlingen    |          |
| C        | Dirk Fengler         | Saarbrücken   |          |
| A        | Uwe Rösler           | Dinamo Dresda |          |
| A        | Thomas Weissenberger | Leoben        |          |

### Sessione invernale
| Acquisti | Acquisti | Acquisti | Acquisti |
| R.       | Nome     | da       | Modalità |
| -------- | -------- | -------- | -------- |

| Cessioni | Cessioni | Cessioni | Cessioni |
| R.       | Nome     | a        | Modalità |
| -------- | -------- | -------- | -------- |

## Risultati

### Bundesliga

#### Girone di andata
| Arbitro: | Steinborn |

|                                                            |           |                |
| von Heesen 26’ (rig.), 43’ Albertz 67’ Ivanauskas 73’, 90’ | Marcatori | 3’, 56’ Zárate |

| Arbitro: | Dellwing |

|          |           |  |
| Wolf 18’ | Marcatori |  |

| Arbitro: | Malbranc |

|                   |           |  |
| Neun 23’ Fach 66’ | Marcatori |  |

| Arbitro: | Gläser |

|                   |           |                                                |
| Zárate 53’ (rig.) | Marcatori | 28’, 82’ Yeboah 32’ Bein 89’ Dickhaut 90’ Binz |

| Arbitro: | Assenmacher |

|                                  |           |                   |
| Sforza 48’ Kuntz 81’, 85’ (rig.) | Marcatori | 90’ (rig.) Zárate |

| Arbitro: | Weber |

|  |           |           |
|  | Marcatori | 84’ Rufer |

| Arbitro: | Osmers |

|         |           |                   |
| Wück 5’ | Marcatori | 9’ (aut.) Brunner |

| Arbitro: | Merk |

|                        |           |                        |
| Anderbrügge 28’ (rig.) | Marcatori | 20’, 62’ (rig.) Zárate |

| Arbitro: | Berg |

|                        |           |                         |
| Zárate 12’, 51’ (rig.) | Marcatori | 49’ Wassmer 52’ Rraklli |

| Arbitro: | Harder |

|                                                 |           |  |
| Sérgio 39’, 78’ Zietsch 45’ (aut.) Schuster 85’ | Marcatori |  |

| Arbitro: | Strampe |

|                                        |           |  |
| Schwabl 6’ Zárate 25’ Köpke 87’ (rig.) | Marcatori |  |

| Arbitro: | Schmidt |

|          |           |  |
| Knup 16’ | Marcatori |  |

| Arbitro: | Malbranc |

|                                                   |           |  |
| Golke 9’ Zárate 36’ Wück 39’ Sutter 65’ Kubík 73’ | Marcatori |  |

| Arbitro: | Ziller |

|              |           |  |
| Reinmayr 28’ | Marcatori |  |

| Arbitro: | Aust |

|                      |           |  |
| Golke 23’ Criens 51’ | Marcatori |  |

| Arbitro: | Wiesel |

|               |           |                    |
| Sané 26’, 46’ | Marcatori | 77’ (aut.) Neuhaus |

| Norimberga 20 novembre 1993, ore 20:00 CET 17ª giornata | Norimberga | 0 – 0 referto | Borussia Dortmund | Frankenstadion (44 500 spett.)\| Arbitro: \| Merk \| |
| Arbitro:                                                | Merk       |               |                   |                                                      |

#### Girone di ritorno
| Arbitro: | Jansen |

|  |           |                |
|  | Marcatori | 36’ von Heesen |

| Arbitro: | Gläser |

|  |           |               |
|  | Marcatori | 77’ Wiesinger |

| Arbitro: | Heynemann |

|                |           |                                             |
| Kubík 32’, 89’ | Marcatori | 13’ Wynhoff 34’ Max 70’ Dahlin 74’ Pflipsen |

| Arbitro: | Fischer |

|                 |           |            |
| Wolf 45’ (aut.) | Marcatori | 34’ Kramny |

| Arbitro: | Dardenne |

|  |           |                     |
|  | Marcatori | 24’ Kuntz 72’ Degen |

| Arbitro: | Steinborn |

|                       |           |                        |
| Herzog 39’ Basler 74’ | Marcatori | 26’ (rig.), 78’ Zárate |

| Arbitro: | Weber |

|                                       |           |                      |
| Bender 47’ Schmitt 68’ Schütterle 74’ | Marcatori | 4’ Zárate 61’ Sutter |

| Arbitro: | Ziller |

|                        |           |  |
| Anderbrügge 68’ (aut.) | Marcatori |  |

| Friburgo in Brisgovia 19 marzo 1994, ore 15:30 CET 26ª giornata | Friburgo | 0 – 0 referto | Norimberga | Dreisamstadion (15 000 spett.)\| Arbitro: \| Kasper \| |
| Arbitro:                                                        | Kasper   |               |            |                                                        |

| Arbitro: | Wiesel |

|                    |           |                               |
| Golke 28’ Wolf 70’ | Marcatori | 39’ Wörns 81’ Sérgio 87’ Thom |

| Arbitro: | Malbranc |

|              |           |            |
| Maucksch 56’ | Marcatori | 20’ Sutter |

| Arbitro: | Fröhlich |

|            |           |  |
| Sutter 53’ | Marcatori |  |

| Arbitro: | Assenmacher |

|  |           |                     |
|  | Marcatori | 4’ Kubík 73’ Criens |

| Norimberga 16 aprile 1994, ore 15:30 CEST 31ª giornata | Norimberga | 0 – 0 referto | Duisburg | Frankenstadion (39 500 spett.)\| Arbitro: \| Fleske \| |
| Arbitro:                                               | Fleske     |               |          |                                                        |

| Arbitro: | Heynemann |

|                                              |           |  |
| Scholl 47’, 58’ Labbadia 79’, 88’ Hamann 83’ | Marcatori |  |

| Arbitro: | Best |

|                                                |           |           |
| Wiesinger 10’ Golke 17’ Oechler 58’ Sutter 59’ | Marcatori | 82’ Jozić |

| Arbitro: | Dellwing |

|                                          |           |             |
| Poschner 13’, 58’ Zorc 31’ Chapuisat 87’ | Marcatori | 33’ Zietsch |

### Coppa di Germania
| Arbitro: | Berg |

|                                   |           |  |
| Fischer 10’ Wörns 48’ Kirsten 86’ | Marcatori |  |

## Statistiche

### Statistiche di squadra
| Competizione      | Punti | In casa | In casa | In casa | In casa | In casa | In casa | In trasferta | In trasferta | In trasferta | In trasferta | In trasferta | In trasferta | Totale | Totale | Totale | Totale | Totale | Totale | DR  |
| Competizione      | Punti | G       | V       | N       | P       | Gf      | Gs      | G            | V            | N            | P            | Gf           | Gs           | G      | V      | N      | P      | Gf     | Gs     | DR  |
| ----------------- | ----- | ------- | ------- | ------- | ------- | ------- | ------- | ------------ | ------------ | ------------ | ------------ | ------------ | ------------ | ------ | ------ | ------ | ------ | ------ | ------ | --- |
| Bundesliga        | 28    | 17      | 7       | 4       | 6       | 25      | 20      | 17           | 3            | 4            | 10           | 16           | 35           | 34     | 10     | 8      | 16     | 41     | 55     | -14 |
| Coppa di Germania | -     | 0       | 0       | 0       | 0       | 0       | 0       | 1            | 0            | 0            | 1            | 0            | 3            | 1      | 0      | 0      | 1      | 0      | 3      | -3  |
| Totale            | 28    | 17      | 7       | 4       | 6       | 25      | 20      | 18           | 3            | 4            | 11           | 16           | 38           | 35     | 10     | 8      | 17     | 41     | 58     | -17 |

### Andamento in campionato
| Giornata  | 1  | 2  | 3  | 4  | 5  | 6  | 7  | 8  | 9  | 10 | 11 | 12 | 13 | 14 | 15 | 16 | 17 | 18 | 19 | 20 | 21 | 22 | 23 | 24 | 25 | 26 | 27 | 28 | 29 | 30 | 31 | 32 | 33 | 34 |
| --------- | -- | -- | -- | -- | -- | -- | -- | -- | -- | -- | -- | -- | -- | -- | -- | -- | -- | -- | -- | -- | -- | -- | -- | -- | -- | -- | -- | -- | -- | -- | -- | -- | -- | -- |
| Luogo     | T  | C  | T  | C  | T  | C  | C  | T  | C  | T  | C  | T  | C  | T  | C  | T  | C  | C  | T  | C  | T  | C  | T  | T  | C  | T  | C  | T  | C  | T  | C  | T  | C  | T  |
| Risultato | P  | V  | P  | P  | P  | P  | N  | V  | N  | P  | V  | P  | V  | P  | V  | P  | N  | P  | V  | P  | N  | P  | N  | P  | V  | N  | P  | N  | V  | V  | N  | P  | V  | P  |
| Posizione | 14 | 13 | 15 | 17 | 17 | 17 | 17 | 15 | 15 | 15 | 13 | 15 | 14 | 13 | 13 | 14 | 14 | 15 | 14 | 15 | 15 | 16 | 16 | 16 | 16 | 16 | 16 | 16 | 14 | 14 | 15 | 15 | 15 | 16 |

Legenda:

Luogo: C = Casa; T = Trasferta. Risultato: V = Vittoria; N = Pareggio; P = Sconfitta.

### Statistiche dei giocatori
| Giocatore     | Bundesliga | Bundesliga | Bundesliga  | Bundesliga | Coppa di Germania | Coppa di Germania | Coppa di Germania | Coppa di Germania | Totale   | Totale | Totale      | Totale     |
| Giocatore     | Presenze   | Reti       | Ammonizioni | Espulsioni | Presenze          | Reti              | Ammonizioni       | Espulsioni        | Presenze | Reti   | Ammonizioni | Espulsioni |
| ------------- | ---------- | ---------- | ----------- | ---------- | ----------------- | ----------------- | ----------------- | ----------------- | -------- | ------ | ----------- | ---------- |
| M. Brand      | 0          | 0          | 0           | 0          | 0                 | 0                 | 0                 | 0                 | 0        | 0      | 0           | 0          |
| T. Brunner    | 21         | 0          | 6           | 0          | 1                 | 0                 | 0                 | 0                 | 22       | 0      | 6           | 0          |
| S. Bustos     | 2          | 0          | 0           | 0          | 0                 | 0                 | 0                 | 0                 | 2        | 0      | 0           | 0          |
| H. Criens     | 13         | 2          | 0           | 0          | 0                 | 0                 | 0                 | 0                 | 13       | 2      | 0           | 0          |
| J. Dittwar    | 0          | 0          | 0           | 0          | 0                 | 0                 | 0                 | 0                 | 0        | 0      | 0           | 0          |
| H. Dorfner    | 4          | 0          | 1           | 0          | 0                 | 0                 | 0                 | 0                 | 4        | 0      | 1           | 0          |
| D. Eckstein   | 6          | 0          | 1           | 0          | 1                 | 0                 | 0                 | 0                 | 7        | 0      | 1           | 0          |
| K. Friedmann  | 23         | 0          | 4           | 0          | 1                 | 0                 | 0                 | 0                 | 24       | 0      | 4           | 0          |
| A. Golke      | 33         | 4          | 2           | 0          | 1                 | 0                 | 1                 | 0                 | 34       | 4      | 3           | 0          |
| K. Kowarz     | 0          | 0          | 0           | 0          | 0                 | 0                 | 0                 | 0                 | 0        | 0      | 0           | 0          |
| J. Kramny     | 12         | 1          | 0           | 0          | 0                 | 0                 | 0                 | 0                 | 12       | 1      | 0           | 0          |
| T. Kristl     | 2          | 0          | 0           | 0          | 1                 | 0                 | 0                 | 0                 | 3        | 0      | 0           | 0          |
| L. Kubík      | 21         | 4          | 4           | 1          | 0                 | 0                 | 0                 | 0                 | 21       | 4      | 4           | 1          |
| M. Kurz       | 32         | 0          | 5           | 0          | 1                 | 0                 | 1                 | 0                 | 33       | 0      | 6           | 0          |
| A. Köpke      | 34         | 1          | 0           | 0          | 1                 | 0                 | 0                 | 0                 | 35       | 1      | 0           | 0          |
| S. Licht      | 0          | 0          | 0           | 0          | 0                 | 0                 | 0                 | 0                 | 0        | 0      | 0           | 0          |
| F. Marienfeld | 0          | 0          | 0           | 0          | 0                 | 0                 | 0                 | 0                 | 0        | 0      | 0           | 0          |
| M. Oechler    | 26         | 1          | 2           | 0          | 1                 | 0                 | 1                 | 0                 | 27       | 1      | 3           | 0          |
| F. Schmidt    | 0          | 0          | 0           | 0          | 0                 | 0                 | 0                 | 0                 | 0        | 0      | 0           | 0          |
| M. Schwabl    | 31         | 1          | 8           | 1          | 1                 | 0                 | 0                 | 0                 | 32       | 1      | 8           | 1          |
| O. Straube    | 9          | 0          | 2           | 0          | 0                 | 0                 | 0                 | 0                 | 9        | 0      | 2           | 0          |
| A. Sutter     | 29         | 5          | 2           | 0          | 1                 | 0                 | 0                 | 0                 | 30       | 5      | 2           | 0          |
| M. Wiesinger  | 31         | 2          | 7           | 0          | 0                 | 0                 | 0                 | 0                 | 31       | 2      | 7           | 0          |
| U. Wolf       | 25         | 2          | 7           | 1          | 0                 | 0                 | 0                 | 0                 | 25       | 2      | 7           | 1          |
| C. Wück       | 31         | 2          | 4           | 0          | 1                 | 0                 | 0                 | 0                 | 32       | 2      | 4           | 0          |
| R. Zietsch    | 21         | 1          | 1           | 1          | 1                 | 0                 | 0                 | 0                 | 22       | 1      | 1           | 1          |
| S. Zárate     | 27         | 13         | 4           | 1          | 1                 | 0                 | 0                 | 0                 | 28       | 13     | 4           | 1          |
| M. Özkan      | 0          | 0          | 0           | 0          | 0                 | 0                 | 0                 | 0                 | 0        | 0      | 0           | 0          |